# نيلوفر لاري بور
نيلوفر لاري بور (بالفارسية: نیلوفر لاری پور) (18 أغسطس 1970 - )؛ شاعرة، كاتبة أغانٍ وصحفية إيرانية. لها عدة مجموعات شعرية، من أبرزها: (بالفارسية: «بی من فروغ نخوان»، «پر پرواز»، «شب برهنه»، «هزار و یک شب»). كما أنها تكتب في مجلة جلجراغ (بالفارسية: چلچراغ).